# شاكر محمود سلمان

زهير إيليا يسار الصورة وعبد الواحد عزيز في الوسط وشاكر محمود سلمان إلى اليمين

شاكر محمود سلمان هو رافع أثقال عراقي شارك منافسات رفع الأثقال لوزن 82.5 كغم رجال في دورة الألعاب الأولمبية الصيفية عام 1960 في روما في إيطاليا.